# Вузька межа
«Вузька межа» — фільм-трилер 1990 року.
Друзі Керол, самотньої молодої жінки, умовили її піти на «побачення наосліп». Пішовши туди, вона виявляється єдиним свідком вбивства Майкла Тарлоу, людини, з якою повинна була зустрітися. Переховуючись від мафії, вона тікає до Канади. Прокурор Лос-Анджелеса Роберт Колфілд хоче повернути її для дачі свідчень. Роберт і Керол сідають у поїзд, яким їдуть також і вбивці. Колфілду необхідна допомога пасажирів, але кожен з них може виявитися бандитом.

## Сюжет
У Лос-Анджелесі розлучена редакторка Керол Ганікут погоджується на пропозицію від друзів влаштувати побаченні наосліп. Вона планує зустрітися у ресторані готелю з овдовілим адвокатом Майклом Тарлоу. Майкл відходить зателефонувати клієнту. Тоді його вбиває банда Лео Воттса. Дізнавшись, що Тарлоу був адвокатом Воттса, Керол розуміє, що бандити тепер полюватимуть на неї як єдиного свідка. Вона відвозить свого сина до його батька, а потім тікає до Канади й оселяється в хатині в канадських Скелястих горах. Сержант поліції Бенті відстежує Керол і повідомляє її місцезнаходження заступнику окружного прокурора та колишньому морському піхотинцю Роберту Колфілду. Попри заперечення свого боса, Колфілд замовляє політ на вертольоті прямо до будинку до Керол. Коли він прибуває, на обох нападають люди Воттса.
Колфілд і Керол виживають і тікають на позашляховику на вокзал, щоб сісти на поїзд до Ванкувера. Їм повідомляють, що всі купе заброньовано, але їм вдається змусити літню пару звільнити місце. Однак Вуттон і ще один із бандитів, Нельсон, бачать, як Колфілд сідає в поїзд. На наступній станції Колфілд телефонує у свій офіс і розмовляє з колегою Джеймсом Далбеком, щоб домовитися про те, щоб поліція зустріла поїзд на наступній станції. Але Далбек виявляється спільником злочинців. Після зустрічі з бандитами Колфілду вдається повернутися в поїзд. Нельсон намагається підкупити Колфілда, щоб той передав їм Керол, але той відмовляється.
Інша пасажирка, Кетрін Веллер, знайомиться з Колфілдом, а він розуміє, що її можуть помилково сприйняти за Керол. Коли він поспішає з нею в безпечне місце, інший пасажир, Келлер виявляється залізничним поліцейським. Колфілд довіряє Кетрін під захист Келлера та просить його використати його поліцейське радіо, щоб повідомити владі про зраду Дальбека. Але Келлера застрелюють до того, як він встигає зателефонувати. Зрештою Колфілда бачать із Керол, і їх обох змушують вилізти на дах поїзда. Колфілд відбивається від двох озброєних людей, перш ніж з'являється Веллер. Нападників, однак, вдається скинути, коли поїзд в'їжджає в тунель.
Пізніше, в залі суду Лос-Анджелеса, Керол дає свідчення про вбивство Тарлоу та впізнає затриманого Лео Воттса.